# 거북이는 의외로 빨리 헤엄친다
《거북이는 의외로 빨리 헤엄친다》(일본어: 龜は意外と速く泳ぐ)은 2006년에 개봉한 일본 영화이다.

## 한국판 성우진(KBS)
- 김지혜 - 스즈메(우에노 쥬리)
- 소연 - 쿠자쿠(아오이 유우)
- 유해무 - 시즈오(이와마츠 료)
- 최문자 - 에츠코(후세 에리)
- 남궁윤 - 나카니시(마사토 이부) / 미용실 아저씨(누쿠미즈 요이치)
- 문관일 - 후쿠시마(큐사크 시마다)
- 김익태 - 두부 가게 아저씨(무라마츠 토시후미)
- 이재용 - 라면 가게 아저씨(미츠시게 유타카)
- 김승태 - 배관공(히다 야스토)
- 윤세웅 - 모나카 가게 주인(모리시타 요시유키)